# 11848 Paullouka
11848 Paullouka (tên chỉ định: 1988 CW2) là một tiểu hành tinh vành đai chính. Nó được phát hiện bởi Eric Walter Elst ở Đài thiên văn La Silla ở Chile ngày 11 tháng 2 năm 1988. Nó được đặt theo tên Vital-Paul Delporte (Paul Louka), a Wallonian musician, visual artist, và director thuộc SABAM.